# Canon EOS 6D Mark II
6D
Le Canon EOS 6D Mark II est un appareil photographique reflex numérique plein format de 26,2 mégapixels fabriqué par Canon, présenté le 29 juin 2017 par Canon Japon et dont la commercialisation a eu lieu début août 2017. Son prédécesseur est le 6D.

## Caractéristiques

### Système optique
- Monture à objectifs interchangeables (monture EF)
- Viseur : Pentaprisme avec couverture d'image 98 %, correcteur dioptrique intégré de –3,0 δ à +1,0 δ

### Système de prise de vue
- Capteur : AF CMOS Dual Pixel, autorisant l'autofocus à contraste de phase
- Autofocus :
  - Via le viseur optique : sélection automatique : 45 collimateurs AF tous croisés, le collimateur central est double croisé. Sélection manuelle, 3 possibilités : un seul collimateur AF/ zone AF / zone AF large
  - Via l'écran LCD : sélection automatique : visage AIAF + suivi, jusqu'à 63 collimateurs AF lorsqu'aucun sujet/visage n'est détecté. Sélection manuelle via l'écran tactile ou positionnement libre de 1 collimateur AF / 1 zone AF (9 collimateurs, grille 3x3)

### Gestion d’images
- Processeur d'images : DIGIC 7
- Espace colorimétrique : sRVB et Adobe RVB
- Enregistrement : Cartes SD, SDHC ou SDXC

### Boîtier
- Dimensions : 144 × 110,5 × 74,8 mm
- Masse : 765 g
- Étanchéité : Étanche à la poussière et à l'humidité
- Affichage : Écran LCD

### Autres caractéristiques
- Vidéo Full-HD 1080p à 60 images/s avec autofocus continu (AF CMOS Dual Pixel)
- GPS intégré
- Wi-Fi intégré
- NFC et Bluetooth intégrés